# Accia
Accia (łac. Acciensis) – stolica historycznej diecezji we Francji erygowanej w roku 824. W 1563 diecezja została połączona z diecezją Mariana, a następnie włączona w 1801 w skład diecezja Ajaccio. 
Współcześnie ruiny Accia znajdują się w pobliżu miasta La Porta w regionie Korsyka we Francji. Obecnie katolickie biskupstwo tytularne ustanowione w 1966 przez papieża Pawła VI. 

## Biskupi tytularni
| Lp. | Biskup                         | Funkcja                                      | Od                  | Do                |
| --- | ------------------------------ | -------------------------------------------- | ------------------- | ----------------- |
| 1   | Luis Rojas Mena                | biskup pomocniczy Culiacán (Meksyk)          | 6 maja 1968         | 20 sierpnia 1969  |
| 2   | Jean-Baptiste Ama              | biskup pomocniczy Jaunde (Kamerun)           | 12 grudnia 1974     | 22 lipca 1983     |
| 3   | Louis Dufaux                   | biskup pomocniczy Marsylii (Francja)         | 27 lutego 1984      | 10 marca 1988     |
| 4   | Jean Zerbo                     | biskup pomocniczy Bamako (Mali)              | 21 czerwca 1988     | 19 grudnia 1994   |
| 5   | Jean-Claude Périsset           | urzędnik Kurii Rzymskiej                     | 16 listopada 1996   | 12 listopada 1998 |
| 6   | James Liu Tan-kuei             | biskup pomocniczy Tajpej (Tajwan)            | 18 maja 1999        | 4 grudnia 2004    |
| 7   | Rochus Josef Tatamai           | biskup pomocniczy Kerema (Papua-Nowa Gwinea) | 8 lipca 2005        | 29 listopada 2007 |
| 8   | Roberto Francisco Ferrería Paz | biskup pomocniczy Niterói (Brazylia)         | 19 grudnia 2007     | 8 czerwca 2011    |
| 9   | Giovanni Crippa                | biskup pomocniczy São Salvador (Brazylia)    | 21 marca 2012       | 9 lipca 2014      |
| 10  | Levi Bonatto                   | biskup pomocniczy Goiânia (Brazylia)         | 8 października 2014 |                   |